# Daume
Daume Co.,Ltd. (jap. 株式会社童夢 Kabushiki-gaisha Dōmu) – japońskie studio zajmujące się animacją i produkcją anime.

## Produkcje

### Serialeanime
- D4 Princess (1999)
- I Love Bubu Chacha (2001)
- Hanaukyo Maid Tai (2001–2004)
- Onegai Teacher (2002)
- Onegai Twins (2003)
- DearS (2004)
- Ichigo Mashimaro (2005)
- Tona-Gura! (2006)
- Yoake Mae yori Ruriiro na ~Crescent Love~ (2006)
- Minami-ke (2007)
- Shiki (2010)

### OVA
- Hanaukyo Maid Tai (2001)
- Onegai Teacher (2002)
- Onegai Twins (2003)
- Ichigeki Sacchu!! HoiHoi-san (2004)
- Portret małej Cossette (2004)
- Koharu Biyori (2007)
- Ichigo Mashimaro (2007–2009)